# Isaac Sosa
Isaac Carmelo Sosa Carrión (Guaynabo, 16 de fevereiro de 1990) é um jogador porto-riquenho de basquetebol. Atualmente defende o Minas no Novo Basquete Brasil.

## Carreira universitária
Sosa disputou quatro temporadas no basquetebol universitário americano. Nas três primeiras temporadas, defendeu o UCF Knights. Na passagem pela universidade da Florida Central, foi eleito duas vezes para o C-USA All-Academic Team (2009–10, 2010–11). Tornou-se o quarto atleta com mais arremessos convertidos de 3 pontos na história da equipe. Em 2011, transferiu-se para a Canisius College, e em seu primeiro ano na nova faculdade, não disputou competições. Voltou a competir na NCAA na temporada 2012–13, única pelos Canisius Golden Griffins. Na temporada, quebrou o recorde da equipe de Buffalo de arremessos convertidos de 3 pontos em uma única temporada, sendo este recorde quebrado novamente no ano seguinte por Billy Baron.
| Ano      | Equipe          | PJ  | PT | MPJ  | FG%  | 3P%  | LL%  | RT  | AS  | BR | TO | PPJ  |
| -------- | --------------- | --- | -- | ---- | ---- | ---- | ---- | --- | --- | -- | -- | ---- |
| 2008–09  | Central Florida | 31  | 8  | 19.7 | .454 | .452 | .731 | 1.7 | 1.2 | .4 | .0 | 8.2  |
| 2009–10  | Central Florida | 32  | 14 | 24.3 | .422 | .427 | .674 | 1.8 | .9  | .4 | .1 | 10.3 |
| 2010–11  | Central Florida | 33  | 15 | 25.3 | .402 | .392 | .778 | 1.8 | .7  | .5 | .1 | 8.0  |
| 2012–13  | Canisius        | 34  | 34 | 25.3 | .437 | .409 | .813 | 2.0 | 1.1 | .5 | .1 | 11.6 |
| Carreira | Carreira        | 130 | 71 | 23.7 | .429 | .418 | .744 | 1.8 | 1.0 | .4 | .1 | 9.5  |

## Carreira profissional
Começou a carreira profissional no Indios de Mayaguez, onde disputou o Baloncesto Superior Nacional de 2013, disputando 28 jogos, com média de 6 pontos por jogo.

### Peñarol (2013–2014)
Sosa assinou pelo Peñarol de Mar del Plata em agosto de 2013. Atuou com sexto homem da equipe na temporada 2013–14 da Liga Nacional de Básket, tendo média de 7,5 pontos por jogo. Foi campeão da Liga pelo Peñarol.

### Boca Juniors (2014–2015)
Sosa trocou de clube para a temporada 2014–15, assinou pelo Boca Juniors. Na sua passagem em Buenos Aires, o ala-armador disputou 55 jogos pelo Boca, com média de 12,3 pontos por jogo. Foi campeão do Torneo de Triples, evento do Juego de las Estrellas da Liga Nacional.

### Minas (2015–presente)
Foi contratado pelo Minas em 25 de setembro de 2015, tornando-se o primeiro jogador de Porto Rico a atuar no NBB.